# مخترق التحصينات النووي

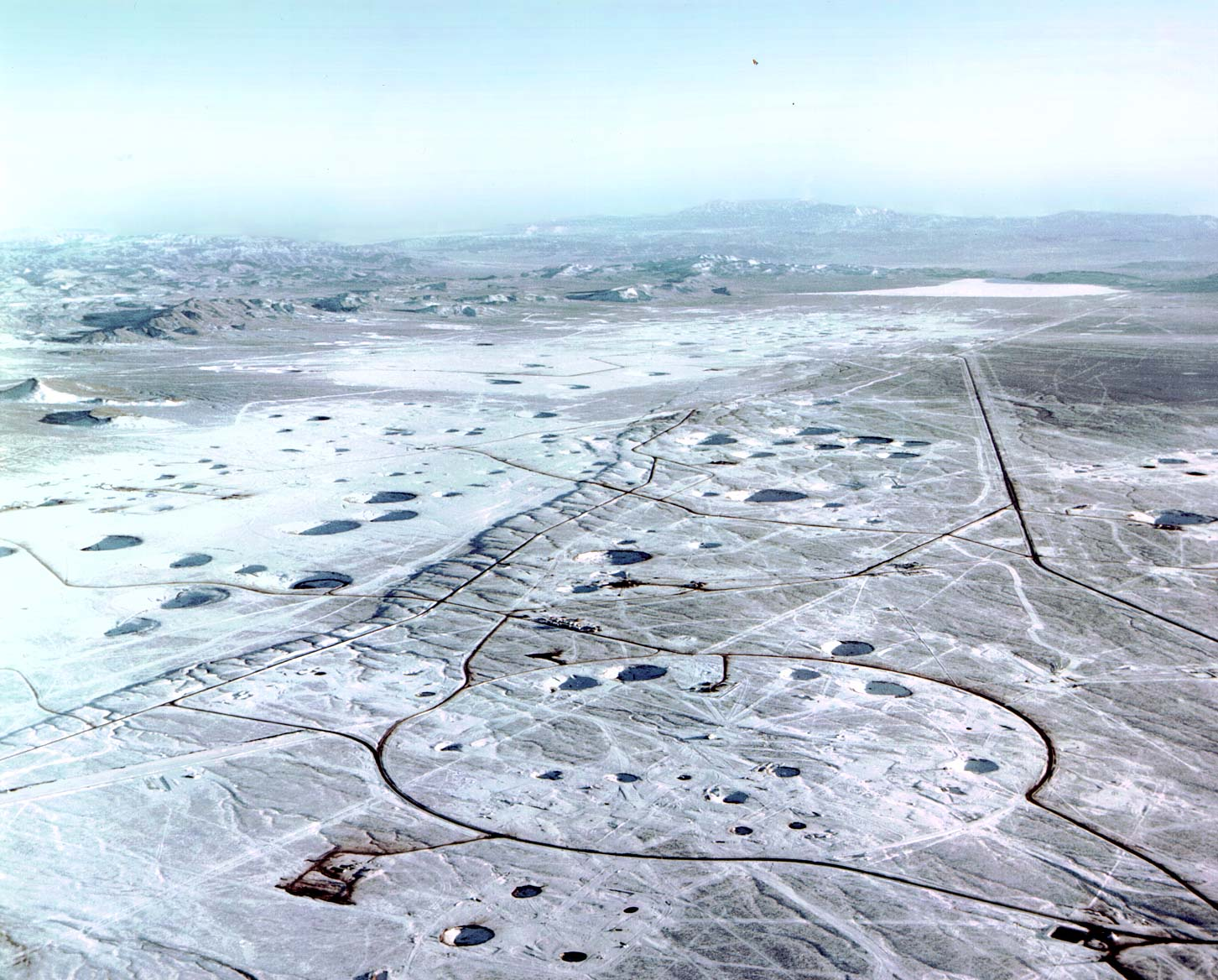

مخترق التحصينات النووي (بالإنجليزية: nuclear bunker buster)‏، ويُعرَف أيضًا باسم سلاح اختراق الأرض، هو المكافئ النووي لمخترق التحصينات التقليدي. صُمم المكون غير النووي للسلاح من أجل اختراق التربة أو الصخور أو الخرسانة لإيصال رأس حربي نووي إلى هدف يقع تحت الأرض. تُستخدم هذه الأسلحة لتدمير المخابئ العسكرية المحصنة تحت الأرض أو غيرها من المنشآت الموجودة تحت الأرض. يطلق الانفجار تحت الأرض كمية أكبر من طاقته في الأرض، مقارنة بالانفجار السطحي أو الانفجار الهوائي الذي يحدث على السطح أو فوقه، وبالتالي يمكن أن يدمر هذا النوع من الانفجارات الهدف تحت الأرض بمردود انفجاري أقل. ومن الممكن أن يؤدي هذا بدوره إلى اضمحلال النشاط الإشعاعي عند التهاطل النووي. ومع ذلك، من غير المحتمل أن يُحتوى الانفجار بالكامل تحت الأرض. ونتيجة لذلك، فإن كميات كبيرة من الصخور والتربة سوف تُحول إلى مواد مشعة ومُحمّلة بالغبار أو البخار في الغلاف الجوي، ما يؤدي إلى تداعيات كبيرة وتهاطل نووي.

## المبدأ الأساسي
على الرغم من استخدام الصواريخ المخترقة للتحصينات عدة طرق لاختراق الهياكل الخرسانية، إلا أنها تهدف إلى تدمير الهيكل مباشرة، وهي محدودة بشكل عام في كمية الملاجئ (أو نظام المخابئ) التي يمكنها تدميرها بعمق وتعد قوتها المتفجرة منخفضة نسبيًا (مقارنة بالأسلحة النووية).
والفرق الأساسي بين القاذفات التقليدية والنووية هو أن النسخة التقليدية مخصصة لهدف واحد، والنسخة النووية بإمكانها تدمير نظام كامل تحت الأرض.
تتركز المبادئ الرئيسية في تصميم المخابئ الحديثة إلى حد كبير حول قابلية البقاء في الحرب النووية. ونتيجة لذلك، وصل كل من الموقعين الأمريكي والسوفيتي إلى حالة «التحصين الفائق»، متضمنة الدفاعات اللازمة ضد تأثيرات الأسلحة النووية مثل كبسولات تحكم مثبتة على قاعدة حاملة مزودة بنابض أو مثقلة بوزن (في حالة آر 36) وجدران خرسانية سميكة (كبسولة التحكم في إطلاق ال جي ام 30 مينتمان التي يبلغ طولها من ثلاثة إلى أربعة أقدام) معززة بشدة بالحديد التسليح. صُممت هذه الأنظمة من أجل النجاة من قنبلة 20 ميجا طن تقريبًا.
تعد الصواريخ التي تعمل بالوقود السائل مثل تلك التي تستخدمها روسيا تاريخيًا سريعة الزوال أكثر وتتلف بطريقة أسهل وأسرع من الصواريخ التي تعمل بالوقود الصلب مثل تلك التي تستخدمها الولايات المتحدة. تضيف مرافق ومعدات تخزين الوقود المعقدة اللازمة لتزويد الصواريخ بالوقود وإزالتها من أجل الصيانة المتكررة، نقاط ضعف إضافية. ولذلك، فإن درجة مماثلة من «صلابة» الصومعة لا تعادل تلقائيًا مستوى مماثلًا من «قابلية بقاء» القذيفة. جعلت التطورات الكبيرة في دقة وإتقان الأسلحة النووية والتقليدية التي تلت اختراع محطات إطلاق القذائف نفسها، العديد من تقنيات «التحصين» عديمة الفائدة. مع وجود الأسلحة الحديثة القادرة على الضرب ضمن حدود أقدام من أهدافها المقصودة، يمكن أن تكون تقنية «الاقتراب من الضربة» الحديثة أكثر فعالية بكثير من «إصابة الهدف» التي استُعملت منذ عقود مضت. يجب تغطية باب الصومعة بالحطام الكافي لمنع فتحه الفوري لجعل الصاروخ المتواجد في الداخل عديم الفائدة غير قادر بالقيام بمهمته المتمثلة في الضرب السريع أو تنفيذ الضربة المضادة.